# Джафер Сейдамет Киример
Джафе́р Сейдаме́т Кириме́р (крим. Cafer Seydamet Qırımer, тур. Cafer Seydahmet Kırımer) (* 1 вересня 1889, с. Кизил-Таш, Ялтинський повіт, Таврійська губернія, Російська імперія — 3 квітня 1960, Стамбул, Туреччина) — кримськотатарський письменник, громадський діяч, один із лідерів та ідеологів національно-визвольного руху кримських татар.

## Біографія

### Дитинство
Джафер Сейдамет народився 1 вересня 1889 року в невеликому селі Кизил-Таш, Ялтинський повіт, Таврійська губернія, в багатій селянській сім'ї.

### Освіта
Початкову освіту здобув у Криму, а вищу здобував уже в Стамбулі, на юридичному факультеті. В 1908 році він разом із кількома студентами (зокрема і Нома́ном Челебіджіха́ном) заснував Кримськотатарську асоціацію студентів. Уже наступного року Джафер разом із однодумцями заснував організацію «Батьківщина» (крим. «Vatan») — підпільну політичну організацію, членами якої були кримськотатарські студенти в Туреччині. Її метою було визволення кримських татар з-під царського гніту, протидія авторитарному режиму. На базі цього товариства пізніше виникла політична партія «Міллі Фірка», членом центрального комітету якої він був.
У 1911 році він під псевдонімом опублікував своє перше есе Пригноблена кримськотатарська нація в XX столітті (тур. Yirminci Asırda Tatar Milleti Mazlumesi), за яке мав бути заарештований через донос агента таємної поліції. Воно мало підривний характер для російської влади, яка, здійснюючи тиск на османський уряд, домагалася його арешту. Після цього Джафер Сейдамет був змушений залишити Туреччину і переїхати до Європи — в Париж. Там він вступив до Сорбонни, де вивчав право, журналістику та соціальні науки. Після її завершення він повернувся в Росію, де в 1914 році розпочав навчання в Петербурзькому університеті.

### У роки Першої світової війни
Коли розпочалася Перша світова війна, він повернувся до Криму, мріючи про крах царського режиму, що призвело б до утворення демократичної держави. Джафер Сейдамет разом зі своїми колегами продовжував організовувати таємні осередки на місцевому рівні, проте незабаром був призваний у російську армію і направлений у юнкерське училище. В 1916 році, вже в званні прапорщика, він потрапив на фронт. Пізніше його перевели в Бессарабію в запасний полк у місті Ізмаїл.

### В роки революції та громадянської війни
Після зречення царя Миколи II в лютому 1917 року дуже посилилася політична активність у Криму. Джафер Сейдамет був у центрі цього процесу — у квітні його було обрано на посаду голови вакуфної комісії Мусульманського виконавчого комітету, у травні він очолив кримськотатарську делегацію на Всеросійський мусульманський конгрес у Москві, а вже у другій половині липня він, разом із Аметом Озенбашли, поїхав до Києва для встановлення контактів з українською владою, зокрема з Михайлом Грушевським, головою Центральної Ради, секретарем міжнаціональних справ Олександром Шульгиним, головою Генерального секретаріату Володимиром Винниченком, брав участь у З'їзді поневолених народів, який проходив у вересні 1917 року в Києві.
Він у своїх спогадах, написаних через кілька десятиріч після подій, досить детально розповідає про своє бачення причин приїзду та про зустрічі з українськими лідерами:
|  | Ми уважно відстежували структуризацію національного руху України, заснування Центральної Ради, дії українців з реалізації територіальної автономії і, нарешті, створення національного уряду. Анархія, що підступала звідусіль, наочно доводила безпідставність наших намірів зберегти свою країну на договірній основі з росіянами, з російськими органами влади, - це поставило нас перед необхідністю більш ретельного вивчення національного руху українців. |

Сейдамет згадує, як таємно і без дозволу зняв у приймальні голови Генерального секретаріату видану у Львові карту України, на якій «горизонтальною прямою, накресленою від Кефе до Кезлева, Кримський півострів був розрізаний навпіл, північна частина якого повністю викрашена в колір України». З цією картою учасники поїздки в Київ ознайомили муфтія Челібі Челебієва, а потім і весь Тимчасовий Кримсько-мусульманський комітет. Лідер мусульман Криму нібито[джерело?] сказав: «Значить, нам загрожує ще один імперіалізм…».
9 грудня 1917 року в Бахчисараї, на зборах Курултаю (виборного органу кримських татар), ініціатором скликання якого він був, його було призначено військовим міністром і міністром закордонних справ щойно проголошеної Кримської Народної Республіки. Він зіграв важливу роль у розробці процедури виборів і проголошення нової держави, також йому вдалося домогтися повернення до Криму кількох кримськотатарських військових частин, зокрема татарського кінного полку, який перебував у Херсоні.
Однак формування власної армії не допомогло Кримській Республіці встояти — в січні 1918 року татарська кіннота зіткнулася з силами більшовиків за межами Сімферополя, зазнавши поразки. Джаферу Сейдамету, на відміну від Номана Челебіджіхана, якого було заарештовано та розстріляно в міській в'язниці Севастополя, вдалося втекти до Києва, де він звернувся за допомогою до української влади. Військова підмога з боку Української Народної Республіки була надана у квітні 1918 року — під ударами Запорізького корпусу армії УНР (під командуванням полковника Петра Болбочана), до якого приєдналися кримськотатарські повстанці, більшовицька влада в Криму впала. Сейдамет повернувся до Криму у травні, після німецької окупації Криму.
18 травня Курултай обрав його прем'єр-міністром уряду, але його кандидатура не була затверджена німецьким командуванням і уряд сформував Сулькевич.
Сейдамет зразу ж приступив до роботи в уряді Сулеймана Сулькевича, який підтримувався німецьким військовим командуванням. Його призначили міністром закордонних справ, і в цій якості він відправився в Берлін, де домагався зняття окупації, яка нав'язувалась українським лідером Павлом Скоропадським. Висловлюючи незгоду з політикою, що призводила до втрати Кримом незалежності, Сейдамет вийшов зі складу уряду. Він був за кордоном, коли німецькі війська розпочали відхід із Криму в листопаді 1918 року, а уряд Сулеймана Сулькевича було скинуто. З того часу Джафер Сейдамет перебував у вигнанні.

### У вигнанні
Спочатку він жив у Стамбулі, де підтримував турецький націоналістичний рух на чолі з Мустафою Кемалем, заснував журнал «Емель». Джаферу Сейдамету вдалося перевезти сюди величезний архів документів та цінних матеріалів з історії Криму. Його перебування там було коротким, оскільки він був заарештований і депортований владою Османської імперії. В 1920 році він оселився в Лозанні (Швейцарія), де продовжував відстоювати інтереси кримських татар та лобіювати їхню автономію. В жовтні 1920 року він відправився до Варшави, щоб зустрітися з маршалом Юзефом Пілсудським, польським лідером, який зіграв важливу роль у створенні прометейського руху. Пілсудський, який раніше був втягнутий до підпільної політичної діяльності в Росії, мав багато союзників серед лідерів пригноблених націй, які прагнуть до самовизначення після розпаду царського режиму. Спираючися на польський уряд, прометеїзм був активний з 1926 по 1939 рік, і Джафер Сейдамет активно його підтримував.
У квітні 1922 року, в розпал голоду, який лютував у Радянському Союзі (відомий як Голодомор 1921—1923), Сейдамет відправився до Туреччини шукати допомоги для жертв голоду у Криму. Його прибуття до Стамбула привернуло увагу місцевої преси. Місто на той час було під окупацією країнами Антанти, і націоналістичний уряд Мустафи Кемаля, як і раніше, вів війну з окупаційними силами Греції в західній Анатолії. Він також побував в Анкарі, зустрівшись з представниками націоналістичного уряду, які мали добрі стосунки з Радянською Росією і з допомогою цих контактів він намагався отримати політичні поступки для кримських татар. У той же час офіційна делегація з Криму була в Анкарі, також шукаючи допомоги. У відповідь на ці спільні зусилля Туреччині вдалося відправити 1000 мішків борошна в Крим, завдяки зусиллям турецького Червоного Півмісяця, незважаючи на важкі економічні умови в країні.
Менш ніж через десять років потому кримчани почали страждати від нестачі їжі ще раз. Радянська політика колективізації та ліквідації дрібних фермерів (куркулів), що розпочалася в 1930 році, мала нищівний вплив на Крим, а також сільськогосподарські райони країни. Надмірне вилучення зерна викликало гостру нестачу продовольства, що призвело до загибелі мільйонів людей в Україні, Криму, на Кавказі і Нижній Волзі. Джафер Сейдамет протестував проти державної політики, яка призвела до Голодомору 1932—1933 років, указуючи на жорстокі й ірраціональні аспекти радянського рішення продати зерно на світових ринках за нижчими цінами, зерно, конфісковане у власних громадян, які змушені були голодувати.

### Прометеїзм
Він продовжував писати і говорити на тему пригноблення кримських татар та інших поневолених народів у Радянському Союзі. На засіданні активістів прометейського руху у Варшаві в січні 1930 року він виступив з лекцією з історії Криму, стверджуючи, що імперіалістична політика царського режиму не змінилася. Так звана диктатура робітничого класу продовжувала пригноблювати і навіть знищувати кримськотатарський народ. У 1934 році група прихильників Сейдамета, в рамках «Конгресу тюрко-татар Криму», організувала зустріч у Добруджі (Румунія), щоб відсвяткувати 25-річчя його участі в політичному житті та сміливі дії, спрямовані на захист свого народу. В 1934 році Сейдамет прийняв прізвище Киример (тур. Kırımer, крим. Qırımer, що можна перекласти як «кримський чоловік») у зв'язку з прийняттям турецькою владою рішення про введення в обіг для своїх громадян прізвищ.
У 1941 р. посприяв поїздці Мустеджиба Улькюсала та Едіге Киримала до Берліна, де вони намагалися домовитися про відновлення державності Криму та дозволу щодо діяльності в окупованому Криму, хоча був налаштований негативно по відношенню до нацистської ідеології та підтримував зв'язки з польським урядом в екзілі у Лондоні.
Помер у Стамбулі 3 квітня 1960 року. За своє життя він опублікував безліч книг і статей на теми, пов'язані з кримськими татарами, російською революцією і більшовизмом, а також про Ісмаїла Ґаспринського, який справив великий вплив на переконання Сейдамета.

## Творчість
За винятком його часто цитованої в Криму книги La Crimeé, яка з'явилася французькою, а потім польською мовою, він писав турецькою. Його ранні твори з'явилися під ім'ям «Seidamet» або «Сейдамет», оскільки він іще не прийняв прізвище «Kirimer» (до середини 1930-х років). Його мемуари, що охоплюють перші тридцять років життя, антологія його розповідей про Крим, а також різні лекції, які він читав, були опубліковані посмертно.

### Твори
- Yirminci Asırda Tatar Milleti Mazlumesi (Пригноблена татарська нація у XX столітті) Стамбул, 1911 (тур.)
- La Crimeé (Крим) Лозанна, 1921 (фр.)
- Krym (Крим) Варшава, 1930 (пол.)
- Rus İnkılâbı (Російська революція) Стамбул, 1930 (тур.)
- Ukrayna ve İstiklal Mücahedeleleri (Україна та її боротьба за незалежність, автор: Володимир Мурський, передмова написана Джафером Сейдаметом) Стамбул, 1930 (тур.)
- Gaspıralı İsmail Bey (Ісмаїл Гаспрінський) Стамбул, 1934 (тур.)
- Rus Tarihinin İnkılâba, Bolşevizme ve Cihan İnkılâbına sürüklenmesi (Утягання російської історії в революцію, большевізм та світову революцію) Стамбул, 1948 (тур.)
- Mefküre ve Türkçülük (Ідеологія та пантюркізм) Стамбул, 1965 (тур.)
- Unutulmaz Göz Yaşları (Незабутні сльози) Стамбул, 1975 (тур.)
- Nurlu Kabirler (Осяйниі могили) Стамбул, 1992 (тур.)
- Bazı Hatıralar (Деякі спогади) Стамбул, 1993 (тур.)

### Публікації в пресі
- Abdürreşit Mehdi'nin kabri // Bizim Kırım. — 2006. — № 9. — S. 26-35.: фото.
- Аммам аралыгъында: Икяе // Йылдыз. — 1983. — № 3. — С. 58 — 64.
- Антлы къурбан: Икяе // Йылдыз. — 1992. — № 3. — С. 33-53.: фото.
- Bizde ideal ve ideoloji buhranı var mıdır?// Emel. — 1972. — № 68. — S. 14-17.
- Джин Мамбет: Икяе // Йылдыз. — 2004. — № 6.- С. 90-107.
- Ислям ака: Икяе // Йылдыз. — 2005. — № 4.- С.4-40.
- İsmail Bey'in Hakkında Yazılanlardan Seçmeler // H. S. Ayvazov I.Gaspıralı Albümü ve Gaspıralı İ. Hayati-Eserleri Usul-i Cedid Hareketi İçindeki Yeri — İstanbul: Mir Matbaacılık, 1999.- С. 70-74.
- Коюм: [Хатырлавларындан парча] / Тюрк тилинден тердж. А.Къуртсеит // Янъы дюнья. −1997. — Апр. 4. — С. 5.
- Къуртлагъан кокюс. Амам аралыгъы. Къую тюбюнде. 14 — ноябрь сабасы: Икяелер // Керим И. Къырымтатар эдебияты. — Акъмесджит, 1995. — С. 260—311.
- Кырым талебе джемиети: [Из книги Дж. Сейдамета «Воспоминания современника»] / Пер. с турец. К. Усеинова // Мераба. — 1993. — № 2. — С. 3.
- «Къырым шиирлери» китабына ильк сёз: [А. Гирайбанынъ аяты ве иджады акъкъында] // Салгъыр. — 1991. — № 2. — С. 22-24.
- Некоторые воспоминания / Пер. с турец. Ш. Абдурамановой // Полуостров. — 2009. — № 1- 37.
- Mefkürenin Zekâ ve Seciye Üzerine Tesiri. İdeal ve Türkçülük // Emel. — 1964. — № 20. — S. 39-40; № 21. — S. 48 — 64.
- Нурлы къабирлер // Йылдыз. — 1992. — № 3. — С. 20-32.; № 4. — С. 45-72.; № 5-6. — С. 53-81.; 1993. — № 1. — С. 160—174.; № 2. — С. 3-24.
- Önsöz: [Müellifin «Kırım türklerinin Milli mücadeleri» kitabından] // Emel. — 1970. — № 59. — S. 9 — 22.
- Sönmeyen ates: 4 perdelik piyes // Emel. — 1976. — № 96. — S. 41-48.
- Унутылмаз козьяшлар; Миллий дуйгъу: Икяелер /Арап уруфатындан чевирген ве неширге азырлагъан А. Кокиева // Йылдыз. — 1996. — № 1. — С. 21-52.

## Вшанування пам'яті
Вулиця Джафера Сайдамета у місті Ялта та Євпаторія.